# Москва: Инструкция по применению
«Москва: Инструкция по применению» — ежедневная информационно-развлекательная телепрограмма, выходившая на телеканале ТНТ по будням с 17 февраля 2003 по 31 декабря 2008 года. Программа была посвящена жизни в большом городе.

## О программе
Первый выпуск программы состоялся 17 февраля 2003 года, в рамках недавно запущенной концепции телеканала «ТНТ помогает!». Ведущим программы был Владимир Тишко, ранее получивший известность как ведущий нескольких программ на СТС и как герой известного рекламного ролика стирального порошка. В программе было шесть рубрик: «Узнай», «Расслабься», «Берегись», «Не болей», «Заработай и потрать» и «Погоду знай!». Программа заменила собой программу «Сегоднячко», которая была закрыта 15 ноября 2002 года.
С 2005 года выходили также региональные версии программы (в Туле, Воронеже и многих других областях), выпускавшиеся либо непосредственно региональными партнёрами ТНТ, либо по их заказу местными продакшн-студиями.
Программа оказалась настолько популярной, что осенью 2007 года ТНТ начал выпуск еженедельной газеты под таким же названием («Москва: Инструкция по применению»). Первый выпуск этого городского еженедельника вышел 2 октября 2007 года. Выпуск газеты был прекращён осенью 2008 года. Шеф-редактором этой газеты был Владимир Тишко.
31 декабря 2008 года был показан последний выпуск московской программы о старых событиях, и с января 2009 года она прекратила свой выход в телеэфир. Закрытие программы подтвердил сам Владимир Тишко в интервью от февраля 2009 года. Несмотря на закрытие московской версии программы, до декабря 2009 года выходили её региональные версии, а после их закрытия проект «Инструкция по применению» окончательно прекратил своё существование.
Владимир Тишко вспоминал:

...если серьёзно, то эта программа была действительно уникальным форматом. Одним из показателей её популярности был тот факт, что в регионах, где вещало ТНТ, выходили версии вроде «Урюпинск: инструкция по применению». Своего рода дочерние проекты со своими ведущими и своими девушками в красных косынках.

До 2004 года передача завершалась демонстрацией титров с указанием всей съёмочной группы.

## Награды и номинации
- Дизайн программы стал финалистом в конкурсе Promax&BDA 2003 в номинации «Best Original Logo Design»[9].
- В 2005 году телепрограмма участвовала в национальном и региональном конкурсе «ТЭФИ-2005», категория «информационно-развлекательная программа»[10].

## Пародии
В декабре 2008 года пародия на программу «Москва: инструкция по применению» была показана в пародийном шоу «Большая разница» на «Первом канале». Ведущего Владимира Тишко спародировал Александр Олешко. Также была показана пародия на типичный репортаж программы — о «Курсах мАсковского языка» (именно в таком написании).